# Chlorophlaeobella
Chlorophlaeobella is een geslacht van rechtvleugeligen uit de familie veldsprinkhanen (Acrididae). De wetenschappelijke naam van dit geslacht is voor het eerst geldig gepubliceerd in 1983 door Jago.

## Soorten
Het geslacht Chlorophlaeobella  is monotypisch en omvat slechts de volgende soort:
- Chlorophlaeobella tananarive (Dirsh, 1963)